# آموری نلسون هاردی

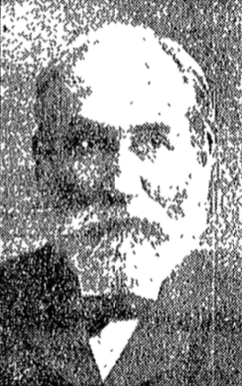

آموری نلسون هاردی (به انگلیسی: Amory Nelson Hardy) در قرن نوزدهم یک عکاس در بوستون، ماساچوست بود. موضوعات پرتره شامل رئیس‌جمهور ایالات متحده، چستر آلن آرتور، روحانی هنری وارد بیچر، سیاستمدار جیمز جی. بلین، ویلیام لوید گریسون، دکتر الیور وندل هلمز، حقوقدان الیور وندل هلمز جونیور، نویسنده جولیا وارد هوی،  و طرفدار حق رای زنان در ایالات متحده فرانسیس ویلارد بود. او همچنین در سال ۱۸۸۳ «پرتره‌های برقی» از رول‌اسکیت را ساخت.

## زندگی‌نامه
هاردی در کارمل، مین به دنیا آمد. او پسر معلم مدرسه بنجامین هاردی بود. او در سال ۱۸۵۷ با آنجلین اس دیویس ازدواج کرد و صاحب سه فرزند شد: برتا، گریس و ویلیام. در جوانی، قبل از نقل مکان به بوستون، یک تجارت عکاسی را در لوئیستون، مین آغاز کرد. استودیوی او در خیابان وینتر (حدود ۱۸۷۸-۱۸۷۳)، خیابان واشینگتن (حدود ۱۸۶۸ و حدود ۱۸۸۷-۱۸۷۹)،  تمپل پلیس، و خیابان ترمونت بود. او عضو انجمن ملی عکاسی ایالات متحده، انجمن مکانیک خیریه ماساچوست بود و خارج از زندگی حرفه‌ای خود، به جماعت معبد ترمونت تعلق داشت. در سال ۱۸۸۰ او عکس‌هایی را در اولین همایش انجمن عکاسان آمریکا در شیکاگو به نمایش گذاشت. هاردی در زمانی که در بوستون کار می‌کرد تعدادی دیگر از عکاسان حرفه ‌ای استودیوهایی در مرکز شهر داشتند، از جمله ادوارد ال. آلن، جیمز والس بلک، المر چیکرینگ، ویلیام اچ گچل، جی. هاوز، ارنست فردیناند ریتز، آنتوان سونرل و جان آدامز ویپل.

## مجموعه آثار

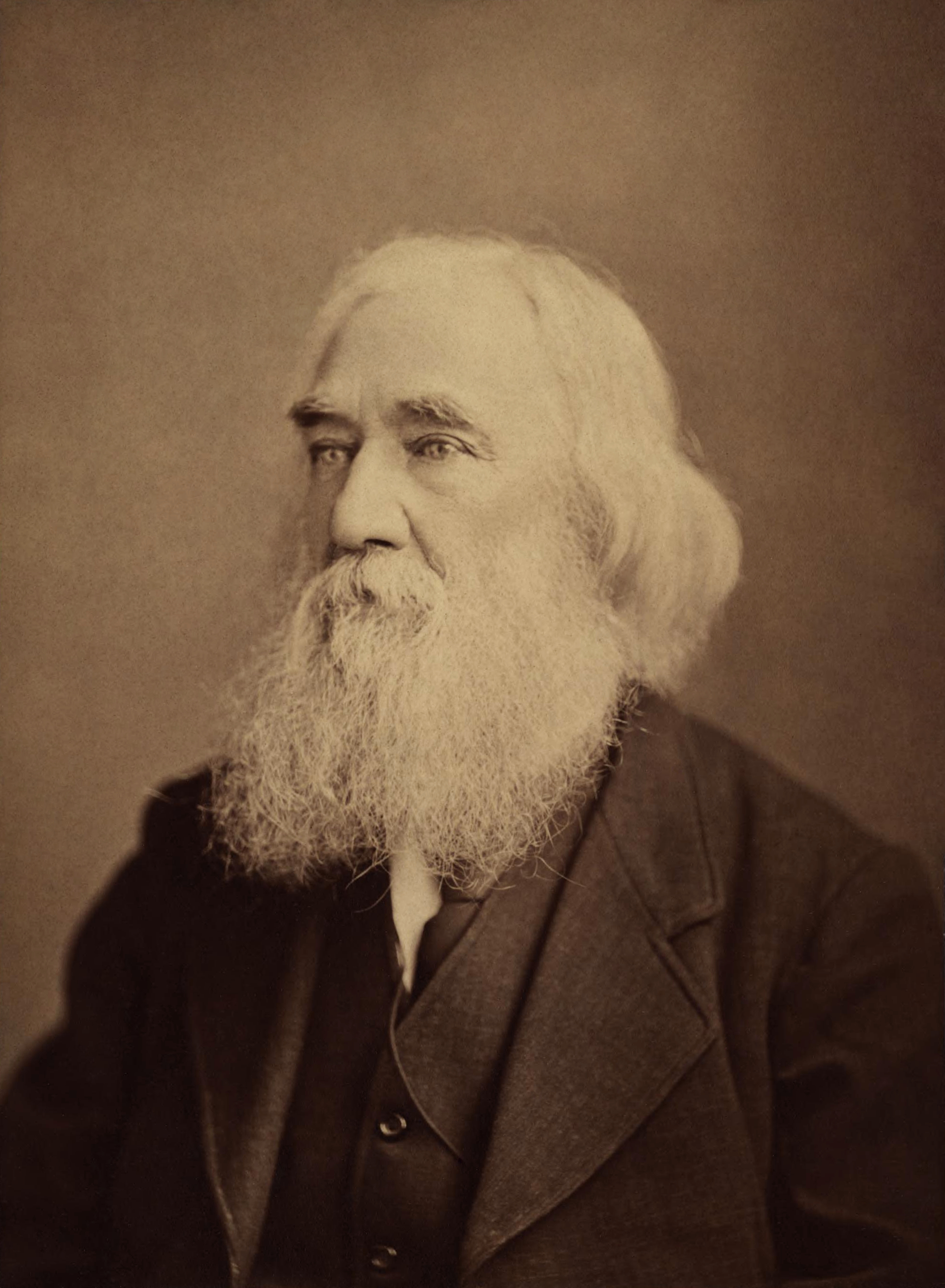
کارت کابینت لایسندر اسپونر که توسط دانشگاه میشیگان نگهداری می‌شود

نمونه‌هایی از کارهای هاردی در مجموعه‌های مؤسسات زیر موجود است:
- بوستون آتنائوم[۹]
- کتابخانه عمومی بوستون
- انجمن تاریخی دنیس، دنیس، ماساچوست
- دانشگاه هاروارد[۱۰]
- انجمن تاریخی هینگهام، هینگهام، ماساچوست
- نیوانگلند تاریخی
- مرکز بین المللی عکاسی[۱۱]
- انجمن تاریخی ماساچوست
- کتابخانه عمومی نیویورک[۱۲]
- کتابخانه کنگره[۱۳]
- نگارخانه ملی پرتره[۱۴]

## نگارخانه

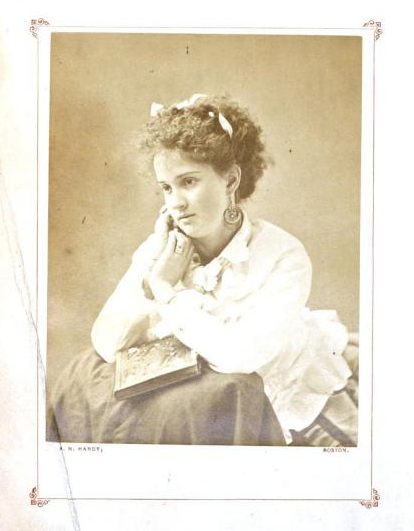
پرتره توسط هاردی در سال ۱۸۷۲ گرفته شد.
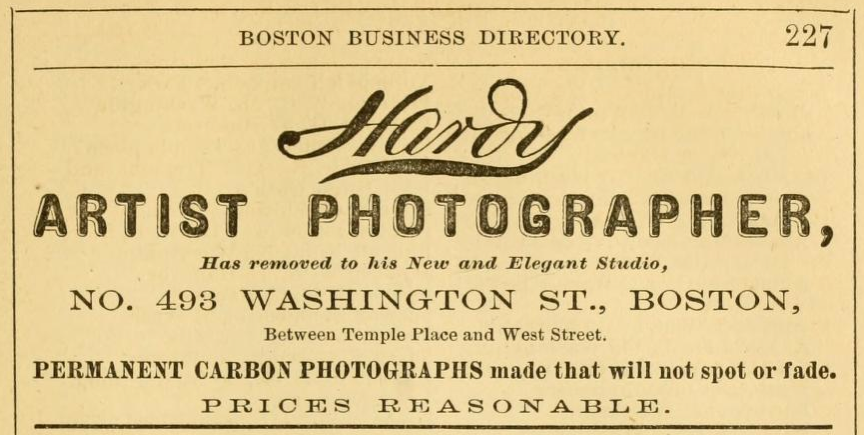
آگهی برای هاردی، ۱۸۷۹
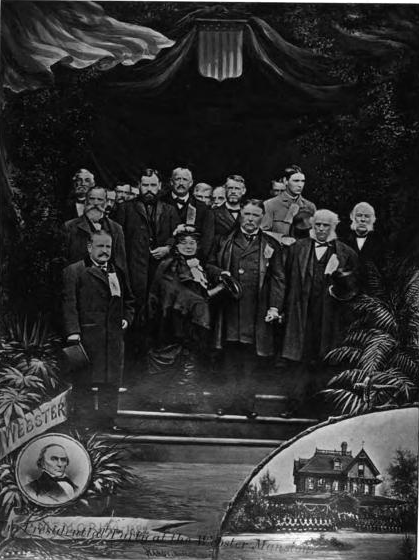
رئیس جمهور ایالات متحده چستر آلن آرتور در خانه دنیل وبستر، مارشفیلد، ماساچوست، ۱۸۸۲، توسط A.N. هاردی
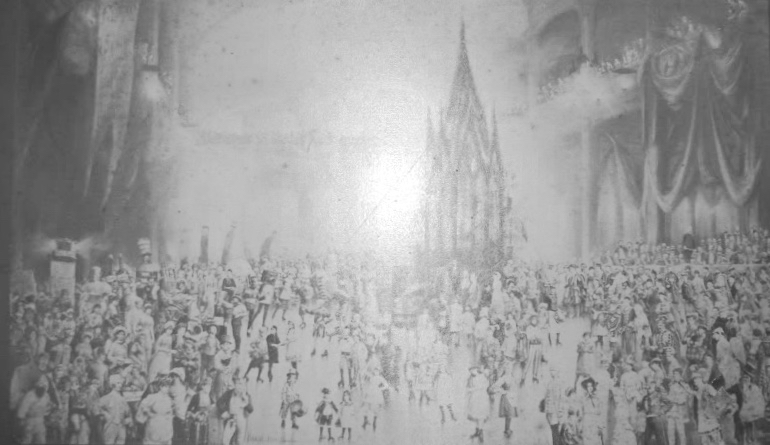
رویداد اسکیت سواری در سالن مکانیک، بوستون، ۱۸۸۳، توسط هاردی
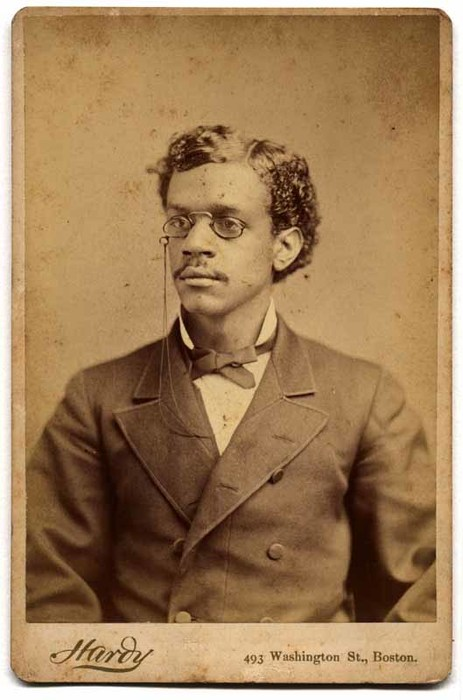
پرتره هاردی، قرن نوزدهم
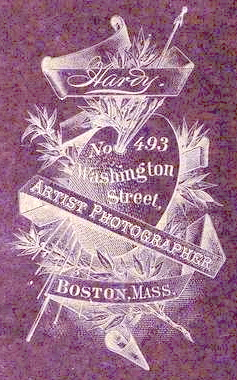
لوگوی هاردی، قرن نوزدهم